# Dmitri Morozov
Dmitri Vladimirovitsj Morozov (Russisch: Дмитрий Владимирович Морозов) (28 augustus 1996, Aqmola) is een Kazachs langebaanschaatser.

## Records

### Persoonlijke records
| Afstand      | Tijd     | Datum           | Baan    |
| ------------ | -------- | --------------- | ------- |
| 500 meter    | 36,12    | 5 maart 2020    | Hamar   |
| 1000 meter   | 1.12,26  | 18 januari 2019 | Astana  |
| 1500 meter   | 1.45,94  | 7 februari 2020 | Calgary |
| 3000 meter   | 3.43,03  | 9 maart 2019    | Calgary |
| 5000 meter   | 6.19,02  | 8 februari 2020 | Calgary |
| 10.000 meter | 13.03,94 | 16 maart 2019   | Calgary |

(laatst bijgewerkt: 30 juni 2020)

## Resultaten
| Jaar | WK Allround             | WK Afstanden                                | Olympische Spelen                     | WK Junioren              |
| ---- | ----------------------- | ------------------------------------------- | ------------------------------------- | ------------------------ |
| 2013 |                         |                                             |                                       | 23e 1500m                |
| 2014 |                         |                                             |                                       | NC25 (54e, 30e, 37e, -)  |
| 2015 |                         |                                             |                                       | 17e (45e, 37e, 34e, 27e) |
| 2016 |                         |                                             |                                       | 12e (45e, 11e, 34e, 12e) |
|      |                         |                                             |                                       |                          |
| 2019 |                         | 8e achtervolging                            |                                       |                          |
| 2020 | NC20 (20e, 18e, 21e, -) | DNF 10.000m                                 |                                       |                          |
| 2021 |                         | 16e 1500m HF 10 massastart 6e achtervolging |                                       |                          |
| 2022 | NC15 · (, 20e, 11e, -)  |                                             | 17e 1000m 18e 1500m HF 10e massastart |                          |
| 2023 |                         | 17e 1500m 7e teamsprint                     |                                       |                          |

(#, #, #, #) = afstandspositie op allroundtoernooi (500m, 5000m, 1500m, 10.000m).
NC25 = niet gekwalificeerd voor de laatste afstand, maar wel als 25e geklasseerd in de eindrangschikking

## Privé
Dmitri Morozov is gehuwd met de Kazachse langebaanschaatsster Nadezjda Morozova.